# Pelagonema longicaudum
Pelagonema longicaudum is een rondwormensoort uit de familie van de Oncholaimidae.